# Ceratophysella vargovychi
Ceratophysella vargovychi är en urinsektsart som beskrevs av Skarzynski, Kaprus och Julia Shrubovych 2002. Ceratophysella vargovychi ingår i släktet Ceratophysella och familjen Hypogastruridae. Inga underarter finns listade i Catalogue of Life.